# Philosophie postanalytique
 (octobre 2021).
Si vous disposez d'ouvrages ou d'articles de référence ou si vous connaissez des sites web de qualité traitant du thème abordé ici, merci de compléter l'article en donnant les références utiles à sa vérifiabilité et en les liant à la section « Notes et références ».
La philosophie postanalytique est un détachement du mouvement philosophique appelé « philosophie analytique », qui est l'école de pensée prédominante dans le monde Anglo-Saxon. La philosophie postanalytique dérive principalement de la pensée américaine contemporaine, en particulier des travaux des philosophes Richard Rorty, Donald Davidson, Hilary Putnam, W. V. O. Quine et Stanley Cavell. Le terme est étroitement associé au mouvement beaucoup plus large du pragmatisme américain contemporain, qui, vaguement défini, prône une remise en cause du fondationalisme, de la notion de vérité, des distinctions traditionnelles entre subjectivité et objectivité. Elle est similaire, mais non identique, au néopragmatisme, et dérive de nombreux concepts de la philosophie du langage ordinaire, ainsi que de la philosophie continentale. Les philosophes postanalytiques mettent l'accent sur la contingence de la pensée humaine, des conventions, de l'utilité et du progrès social.

## Personnes
- Wilfrid Sellars
- Richard Rorty
- Robert Brandom
- Hilary Putnam
- Willard Van Orman Quine
- Donald Davidson
- Robert Pippin (en)
- Richard J. Bernstein
- John McDowell
- Adrian William Moore (en)
- Charles Taylor
- Gerald Cohen
- Kwame Anthony Appiah
- Michael E. Rosen (en)
- Cornel West
- Stanley Cavell
- Cora Diamond
- Alice Crary
- Nancy Bauer (en)
- Sally Haslanger
- Paul Crowther (en)
- Shaj Mohan